# 1431
Пізнє Середньовіччя •  Відродження •  Реконкіста •  Ганза •  Столітня війна •  Гуситські війни •  Ацтецький потрійний союз

## Геополітична ситуація
Османську державу очолює Мурад II (до 1444). Імператором Візантії є Іоанн VIII Палеолог (до 1448), а королем Німеччини Сигізмунд I Люксембург (до 1437). У Франції королює Карл VII Звитяжний.
Апеннінський півострів розділений: північ належить Священній Римській імперії, середню частину займає Папська область, південь належить Неаполітанському королівству. Деякі міста півночі: Венеція, Флоренція, Генуя тощо, мають статус міст-республік.
Майже весь Піренейський півострів займають християнські Кастилія і Леон, де править Хуан II (до 1454), Арагонське королівство на чолі з Альфонсо V Великодушним (до 1458) та Португалія, де королює Жуан I Великий (до 1433). Під владою маврів залишилися тільки землі на самому півдні.
Генріх VI є королем Англії (до 1461). У Кальмарській унії (Норвегії, Данії та Швеції) королює Ерік Померанський. В Угорщині править Сигізмунд I Люксембург (до 1437). Королем польсько-литовської держави є Владислав II Ягайло (до 1434). У Великому князівстві Литовському княжить Свидригайло Ольгердович (до 1432).
Частина руських земель перебуває під владою Золотої Орди. Галичина входить до складу Польщі. Волинь належить Великому князівству Литовському. Московське князівство очолює Василь II Темний.
На заході євразійських степів править Золота Орда. У Єгипті панують мамлюки, а Мариніди — у Магрибі. У Китаї править династія Мін. Значними державами Індостану є Делійський султанат, Бахмані, Віджаянагара. В Японії триває період Муроматі.
У Долині Мехіко править Ацтецький потрійний союз на чолі з Іцкоатлем (до 1440). Цивілізація майя переживає посткласичний період. Проходить становлення цивілізації інків.

## Події
- Перша згадка про Проскурів (нині місто Хмельницький).
- 30 травня Жанну д'Арк за вироком суду спалено на вогнищі.
- Англійського короля Генріха VI короновано в Парижі королем Франції на противагу Карлу VII, якого раніше було короновано в Реймсі, традиційному місці коронації французьких королів.
- Розпочався понтифікат Євгенія IV.
- Почав свою роботу Базельський собор, проти якого заперечував новий папа, але який підтримував імператор Сигізмунд I Люксембург. Собор оголосив свою вищість над папою. З огляду на поразку хрестових походів проти гуситів, вони отримали запрошення взяти участь у Соборі.
- Тевтонський орден та Велике Литовське князівство уклали угоду проти польського королівства.
- Португалія та Кастилія уклали між собою мир у Медіна-дель-Кампо.
- Триває морська війна між Генуєю та Венецією.
- Турецькі війська спустошили Пелопоннес.
- Засновано університет Пуатьє.
- Аюттхая завоювала Ангкор.
- Несауалькойотль офіційно став тлатоані Тескоко.

## Народились
- 1 квітня — Франсуа Війон, французький поет.
- листопад — Влад III Дракула, Валахський граф.

## Померли
- 30 травня — У Руані на вогнищі спалено 19-літню французьку національну героїню Жанну д'Арк.